# Udo Lattek
Udo Lattek (16 tháng 1 năm 1935 - 31 tháng 1 năm 2015) là một cầu thủ và huấn luyện viên bóng đá chuyên nghiệp người Đức.
Lattek là một trong những huấn luyện viên thành công nhất trong lịch sử "môn thể thao vua", ông đã giành được 15 danh hiệu lớn, nổi tiếng nhất với Bayern Munich. Ông ấy cũng đã giành được các danh hiệu lớn với Borussia Mönchengladbach và FC Barcelona. Ngoài những câu lạc bộ này, Udo Lattek cũng từng làm huấn luyện viên Borussia Dortmund, Schalke 04 và 1. FC Köln trước khi giải nghệ. Cùng với Giovanni Trapattoni người Ý, ông là huấn luyện viên duy nhất đã giành được cả ba danh hiệu cấp câu lạc bộ lớn của châu Âu, và ông là người duy nhất làm được như vậy với ba đội.

## Tiểu sử
Lattek sinh ra tại  Bosemb, Đông Phổ, Đế chế Đức (nay là Boże, Ba Lan). Trong khi Lattek chuẩn bị cho sự nghiệp giáo viên, anh đã chơi bóng với SSV Marienheide, Bayer 04 Leverkusen và VfR Wipperfürth.. Trước khi trở thành cầu thủ, ông đã từng có ý định làm giáo viên. Udo Lattek đã từng thi đấu trong màu áo SSV Marieheide, Bayer Leverkusen và Vfl Wipperfurth.
Năm 1962, ông gia nhập VfL Osnabrück. Udo Lattek đã trải qua mùa giải đầu tiên của mình tại câu lạc bộ ở giải hạng nhất (giải phía bắc của "Oberliga") và phần còn lại của anh ấy ở giải hạng hai, vì câu lạc bộ không đủ điều kiện tham dự Bundesliga khi mới thành lập năm 1963. Vị trí sở trường của ông là tiền đạo và được biết đến với khả năng đánh đầu. Ông đã ghi 34 bàn trong 70 trận đấu tại giải VĐQG từ năm 1962 đến năm 1965.
Đầu năm 1965, Lattek bị giải phóng sớm khỏi hợp đồng thi đấu để gia nhập hiệp hội bóng đá Đức DFB với tư cách là huấn luyện viên đội trẻ cùng với Dettmar Cramer, một trong những trợ lý của huấn luyện viên trưởng Helmut Schön. Với vai trò này, ông cũng là thành viên của ban huấn luyện đã đưa Đức vào đến trận chung kết của World Cup 1966.

## Sự nghiệp huấn luyện

### Bayern Munich
Vào tháng 3 năm 1970, Lattek tiếp quản quyền lực của Bayern Munich với tư cách là người kế nhiệm người Croatia, Branko Zebec. Anh ấy đã được Franz Beckenbauer giới thiệu cho câu lạc bộ, tuy nhiên việc bổ nhiệm của anh ấy đã gây tranh cãi vì trước đây anh ấy chưa từng huấn luyện cho một đội bóng câu lạc bộ nào. Đối với một đội đã tự hào về Beckenbauer, Gerd Müller và Sepp Maier, Lattek đã bổ sung các tài năng trẻ của Paul Breitner và Uli Hoeneß, mở ra một thời kỳ gần như thống trị cho Câu lạc bộ Bavaria. Lattek đã dẫn dắt Bayern tới 3 chức vô địch liên tiếp, lần đầu tiên trong lịch sử bóng đá Đức, cũng như Cúp quốc gia Đức. Năm 1974, họ trở thành đội đầu tiên của Đức vô địch Cúp C1 châu Âu, đánh bại  Atletico Madrid ở trận chung kết, trong trận đấu lại. Đây là chức vô địch đầu tiên trong ba lần liên tiếp giành cúp châu Âu cho câu lạc bộ (mặc dù Lattek mới chỉ dự cúp châu Âu đầu tiên trong sự nghiệp).
Sáu cầu thủ từ phía Bayern cũng là một phần của đội Tây Đức đã giành chức vô địch 1974 World Cup và 1972 European Championship. Khởi đầu tệ hại cho mùa giải quốc nội 1974–75 đã khiến nhiệm kỳ của Lattek kết thúc, khi Bayern thay thế ông bằng Dettmar Cramer, người cũng được Beckenbauer tiến cử vào câu lạc bộ. Theo Lattek, sau khi nói với chủ tịch câu lạc bộ Wilhelm Neudecker rằng, thay đổi thành tích kém cỏi trong nước của câu lạc bộ là cần thiết, Neudecker đã trả lời: "Đúng. Anh bị sa thải."

### Borussia Mönchengladbach
Vào đầu mùa giải 1975–76, Lattek đã thành công Hennes Weisweiler tại Borussia Mönchengladbach, nơi anh ta ở lại cho đến năm 1979. Phép thuật này giúp anh ta giành thêm hai danh hiệu Đức, ngoài việc đạt được thành công xa hơn ở châu Âu với chiến thắng trong trận chung kết UEFA Cup năm 1979, đánh bại Red Star Belgrade. Chức vô địch thứ ba liên tiếp của anh ấy, đó sẽ là chức vô địch giải đấu thứ tư liên tiếp kỷ lục cho câu lạc bộ, đã bỏ qua Mönchengladbach khi họ về thứ hai trong cuộc đua tới 1. FC Köln, được quản lý bởi người tiền nhiệm của Lattek Hennes Weisweiler, với biên độ hẹp nhất, hiệu số bàn thắng bại.
Năm 1977, câu lạc bộ lọt vào trận chung kết Cúp C1 châu Âu gặp Liverpool tại Rome, họ thua 3-1 trước đại diện đến từ nước Anh. Với tư cách đương kim vô địch châu Âu, Liverpool đủ điều kiện tham dự Cúp liên lục địa 1977, tuy nhiên họ đã từ chối vì thế suất tham dự của Liverpool được nhượng lại cho Borussia Monchengladbach  đội đã giành vị trí á quân. Đối thủ của Monchengladbach là nhà vô địch Nam Mỹ Boca Juniors trong trận chung kết. Sau khi hòa  2-2 tại Argentina,Mönchengladbach đã thua trận đấu trên sân nhà ở Karlsruhe với tỷ số 3-0.

### Borussia Dortmund
Vào cuối mùa giải đó, Lattek rời Mönchengladbach và trải qua hai năm không mấy nổi bật với Borussia Dortmund. Trong thời gian ở Mönchengladbach, ông đã huấn luyện tiền đạo lừng danh Jupp Heynckes (226 bàn trong 375 trận đấu tại giải VĐQG / 51 bàn trong 64 trận đấu ở châu Âu), cùng với tiền đạo vĩ đại người Đan Mạch Allan Simonsen và những cầu thủ trụ cột của đội tuyển quốc gia Berti Vogts, Rainer Bonhof, Uli Stielike, và Herbert Wimmer. Ở Dortmund, Lattek không có những quân bài phù hợp thiếu tài năng dồi dào,hơn nữa vào thời điểm đó câu lạc bộ không có đủ nguồn lực cũng như sự kiên nhẫn để phát triển.

### FC Barcelona
Năm 1981, Lattek được bổ nhiệm là người kế nhiệm Helenio Herrera tại câu lạc bộ Tây Ban Nha FC Barcelona. Ông đã giúp câu lạc bộ đoạt UEFA Cup Winners' Cup 1982 sau khi đánh bại Standard Liège 2-1 trong trận chung kết. Ông là huấn luyện viên duy nhất dẫn dắt ba câu lạc bộ giành được ba cúp châu Âu lớn khác nhau. Trên sân, Barcelona được dẫn dắt bởi Migueli,  Alexanco, Rexach,  Asensi, Quini, người Đức Bernd Schuster, và Dane, Allan Simonsen, bản hợp đồng ngôi sao của Lattek từ câu lạc bộ cũ của ông ấy, Mönchengladbach. Trong mùa giải thứ hai Diego Maradona, khi đó 22 tuổi, được ký hợp đồng với mức phí chuyển nhượng kỷ lục. Tuy nhiên, Barcelona đã không giành được bất kỳ danh hiệu quốc nội nào trong năm đó, và Lattek đã bị thay thế vào cuối mùa giải 1982–83 bởi huấn luyện viên người Argentina vô địch World Cup, César Luis Menotti, người được hy vọng sẽ giúp Maradona phát huy tài năng một cách tốt nhất.

### Trở lại Bayern Munich
Lattek trở thành tiếp theo của Bayern theo lời mời từ cầu thủ cũ của ông Uli Hoeneß, người lúc đó đang đảm nhiệm vị trí giám đốc thương mại với đội bóng cũ của anh ấy, Bayern Munich. Lattek kế nhiệm huấn luyện viên người Hungary Pal Csernai. Trong vài năm tiếp theo, ông đã giành được một hat-trick vô địch giải đấu khác cùng câu lạc bộ và hai cúp quốc gia nữa, 'cú đúp' vào năm 1986 là lần thứ tư trong lịch sử bóng đá Đức. Tuy nhiên, Bayern đã thua trận chung kết cúp C1 năm 1987 với tỷ số 2-1 trước F.C. Porto. Những cầu thủ xuất sắc khoác áo Bayern trong nhiệm kỳ thứ hai  của Lattek bao gồm Karl-Heinz Rummenigge, Lothar Matthäus, Klaus Augenthaler, Dieter Hoeneß, tiền vệ người Đan Mạch Søren Lerby và thủ môn tuyển quốc gia Bỉ Jean-Marie Pfaff. Giống như tại Borussia Mönchengladbach, cựu học trò của ông là Jupp Heynckes cũng theo anh ấy làm huấn luyện viên ở đây.

### Cologne và Schalke
Sau những ngày tháng lẫy lừng tại Bayern, Lattek đã giải nghệ vài năm. Năm 1991, ông gia nhập 1. FC Köln với tư cách là Giám đốc thể thao  và là huấn luyện viên tạm quyền trong một trận đấu, nơi ông đã giành được trận hòa trên sân nhà trước Bayern. Phần còn lại của mùa ông đã làm việc với tư cách là giám đốc kỹ thuật. Năm 1992, Lattek trở lại sân cỏ một lần nữa và dẫn dắt Schalke 04 trong suốt nửa đầu mùa giải. Trận đấu cuối cùng của ông ở Munich là trận hòa 1-1 trước Bayern.

### Trở lại Borussia Dortmund
Lattek chính thức nghỉ hưu và đảm nhận vai trò bình luận viên truyền hình và phụ trách chuyên mục báo chí với tờ báo quốc gia Die Welt và tạp chí thể thao hai tuần một lần Kicker. Sau khi Udo Lattek nghỉ hưu, đội bóng cũ của ông  Borrusia Dortmund đã lâm vào khủng hoảng. Câu lạc bộ đã giành được chức vô địch Champions League 1997, nhưng đang ở trong trạng thái xuống dốc vào cuối mùa giải 1999– 2000, chỉ hơn nhóm xuống hạng một điểm với 5 trận đấu còn lại. Với một mức lương "kếch xù", lên tới 250.000 Euro, Lattek khi đó 65 tuổi đã đảm nhận vai trò cứu tinh. Tài năng của ông đã góp phần vào công cuộc trụ hạng của đội bóng, hai chiến thắng, hai trận hòa và chỉ một thất bại - trước Bayern Munich - là đủ để giúp cho câu lạc bộ ở lại giải đấu. Trận đấu cuối cùng của ông là chiến thắng 3–0 trên sân khách trước Hertha BSC trước đám đông 75.000 người. Tại Dortmund, ông có cơ hội sát cánh với người kế nhiệm Matthias Sammer, người hai năm sau ở tuổi 34 trở thành huấn luyện viên trẻ nhất dẫn dắt một câu lạc bộ giành chức vô địch giải đấu.

## Thống kê sự nghiệp
| Câu lạc bộ               | Từ                  | Đến                 | Thống kê | Thống kê | Thống kê | Thống kê | Thống kê      | Thống kê     |
| Câu lạc bộ               | Từ                  | Đến                 | Số trận  | Thắng    | Hòa      | Thua     | Tỉ lệ thắng % | Ref.         |
| ------------------------ | ------------------- | ------------------- | -------- | -------- | -------- | -------- | ------------- | ------------ |
| Bayern Munich            | 13 tháng 3 năm 1970 | 2 tháng 1 ănm 1975  | 223      | 137      | 46       | 40       | 061,43        | [ 5 ]        |
| Borussia Mönchengladbach | 1 tháng 7 năm 1975  | 30 tháng 6 năm 1979 | 176      | 87       | 48       | 41       | 049,43        | [ 6 ]        |
| Borussia Dortmund        | 1 tháng 7 năm 1979  | 10 tháng 5 năm 1981 | 72       | 32       | 15       | 25       | 044,44        | [ 7 ]        |
| Barcelona                | 1 tháng 7 năm 1981  | 3 tháng 3 năm 1983  | 76       | 42       | 18       | 16       | 055,26        | [ 9 ] [ 10 ] |
| Bayern Munich            | 1 tháng 7 năm 1983  | 30 tháng 6 năm 1987 | 188      | 116      | 45       | 27       | 061,70        | [ 5 ]        |
| 1. FC Köln               | 30 tháng 8 năm 1991 | 4 tháng 9 năm 1991  | 1        | 0        | 1        | 0        | 000,00        | [ 11 ]       |
| Schalke 04               | 1 tháng 7 năm 1992  | 16 tháng 1 năm 1993 | 19       | 6        | 6        | 7        | 031,58        | [ 12 ]       |
| Borussia Dortmund        | 14 tháng 4 năm 2000 | 30 tháng 6 năm 2000 | 5        | 2        | 2        | 1        | 040,00        | [ 7 ]        |
| Total                    | Total               | Total               | 760      | 422      | 181      | 157      | 055,53        | —            |

## Cuộc sống sau khi giải nghệ
Lattek đã giải nghệ sau khi giành được 14 danh hiệu lớn.. Ông vẫn giữ kỷ lục là huấn luyện viên có nhiều chức vô địch Bundesliga nhất, sáu với Bayern Munich và hai với Borussia Mönchengladbach.
Ông sống trong một viện dưỡng lão ở Cologne, nơi ông được biết đến là người thích uống bia liên tục. Năm 2012, Lattek bị đột quỵ, ông cũng bị mắc bệnh Parkinson  và qua đời vào ngày 31 tháng 1 năm 2015. Trước thông tin về cái chết của ông, Franz Beckenbauer đã viết trên Twitter: "Tin buồn: Udo Lattek vĩ đại đã ra đi. Hãy yên nghỉ, bạn của tôi."

## Danh hiệu

### Huấn luyện viên
Bayern Munich
- Bundesliga: 1971–72, 1972–73, 1973–74, 1984–85, 1985–86, 1986–87
- DFB-Pokal: 1970–71, 1983–84, 1985–86
- European Cup: 1973–74

Borussia Mönchengladbach
- Bundesliga: 1975–76, 1976–77
- UEFA Cup: 1978–79

Barcelona
- European Cup Winners' Cup: 1981–82

### Cá nhân
- ESPN top 19 huấn luyện viên xuất sắc nhất mọi thời đại: 2013[17]
- France Football top 30 huấn luyện viên xuất sắc nhất mọi thời đại: 2019[18][19][20]
- Top 36 huấn luyện xuất sắc nhất mọi thời đại theo bình chọn của World Soccer: 2013[21][22]